# Sesostris (Herodotus)

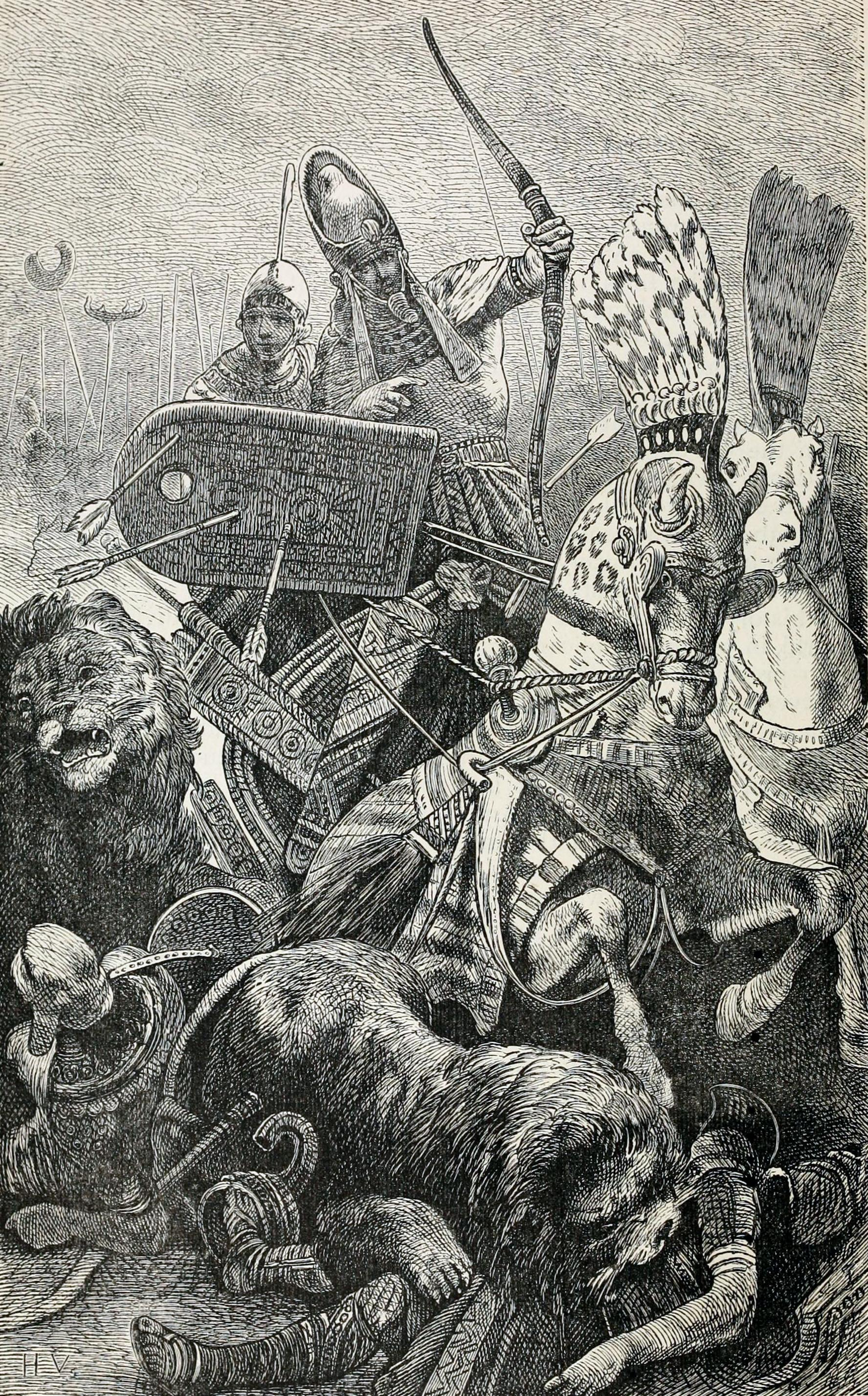
De grote Sesostris, in deze 19e-eeuwse gravure geïdentificeerd met Ramses II, tijdens de Slag bij Kadesh.

Sesostris is een legendarische Egyptische farao uit Herodotus' Historiën (Boek 2, 102-110), niet te verwarren met andere farao's met de naam Sesostris (Senoeseret I en Senoeseret II). Sesostris werd opgevolgd door zijn zoon, Pheron.

## In Herodotus'Historiën
Herodotus noemt Sesostris na 330 koningen, waarvan hij enkel Nitocris, haar voorganger en vermoorde broer, en Moeris het vermelden waard vindt. Mên (Menes), de 'eerste menselijke' koning, vermeldde Herodotus voorafgaand aan deze 330 koningen.

### Oorlogsvloot
Sesostris trok met een oorlogsvloot van de Arabische Golf  langs de kusten van de Erythrese Zee, waar hij de volken die hij tegenkwam onderwierp, tot hij een zee bereikte die onbevaarbaar was door zandbanken. Daarop keerde Sesostris terug naar Egypte en trok met een leger over land, elk volk onderweg onderwerpend. Als volken hem manmoedig hadden weerstaan richtte hij in hun land een zuil op met zijn eigen naam en land, maar waar ze zich onderwierpen zonder strijd, kwamen zuilen met een embleem voor een 'land van vrouwen'.

### Scythia en Thracia
Zo reisde hij heel 'Azië' (Klein-Azië) door en ging naar Europa, waar hij zich meester maakte van Scythië en Thracië. Tot hier waren in Herodotus' tijd zuilen van Sesostris te zien, maar niet voorbij de grenzen van die landen. Volgens Herodotus ging Sesostris dan ook niet verder dan die landen. Sesostris keerde vanuit Thracië weer naar Egypte, waarbij hij langs de oevers van de rivier Phasis trok. Daar liet Sesostris een deel van zijn leger achter om het gebied te koloniseren, óf een groep soldaten deserteerde en vestigde zich er.

### Colchis
Volgens Herodotus kan er geen twijfel over bestaan of de Colchiërs zijn van het Egyptische ras. Het was hem zelf opgevallen, voor iemand hem er melding van had gemaakt en hij er onderzoek naar was gaan doen, zowel in Colchis als in Egypte. De Egyptenaren, die hij erover sprak, geloofden dat de Colchiërs afstamden van het leger van Sesostris. Herodotus kwam tot zijn eigen bevindingen, door de 'zwarte' huid en het 'wollige' haar, maar vooral door de praktijk van besnijdenis, die sinds de oudste tijden, volgens hem, alleen bij de Colchiërs, Egyptenaren en Ethiopiërs voorkwam. De Phoeniciërs en de Syriërs van Palestina zouden zelf hebben toegegeven dat ze de gewoonte van de Egyptenaren hadden overgenomen. En de Syriërs die wonen langs de Thermodon en Parthenius, alsook hun buren de Macroniërs hadden het recent van de Colchiërs overgenomen. Zij hadden de besnijdenis allen van Egypte overgenomen. Van Egypte of Ethiopië was Herodotus niet zeker welk land het eerst de besnijdenis toepaste. De Phoeniciërs stopten er mee toen ze met de Grieken in contact waren gekomen.
Herodotus geeft meer bewijs voor de afstamming van de Colchiërs van Egyptenaren: de twee landen weven hun linnen op dezelfde manier, een manier die onbekend is aan de rest van de wereld - de Grieken noemen het linnen van de Colchiërs 'Sardijns'; hun manier van leven en taal lijken op elkaar.

### Overgebleven afbeeldingen

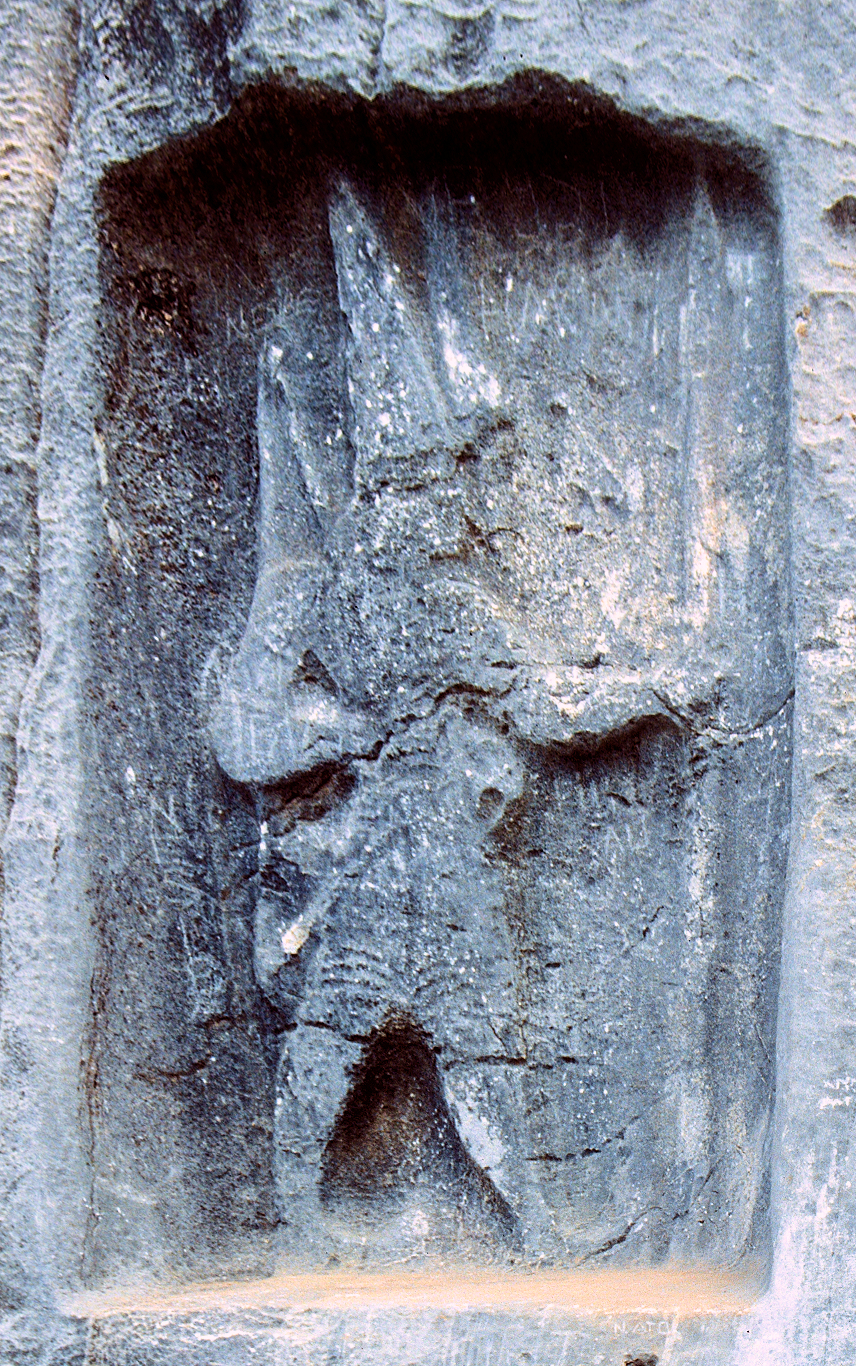
Herodotus zou, volgens modern onderzoek, het reliëf van koning Tarkasnawa van Mira voor Sesostris hebben aangezien. Hittitisch Karabel reliëf bij Izmir in Turkije, circa 1350 v.Chr.

Sesostris' zuilen in de veroverde landen waren merendeels verdwenen, maar in Palestina in Syria, zag Herodotus ze zelf nog staan, met de teksten en het embleem duidelijk zichtbaar.  
Ook in Ionia waren er twee voorstellingen van Sesostris, in de rotsen gebeiteld, een op de weg van Ephesus naar Phocea, de ander tussen Sardis en Smyrna.  Beide afbeeldingen zijn van een man, vier cubit en een span hoog, met een speer in de rechterhand en een boog in de linker, zijn uitrusting half Egyptisch-half Ethiopisch. Een inscriptie loopt van schouder tot schouder, in hiëroglief: 'Met mijn eigen schouders veroverde ik dit gebied'. De persoon maakt niet duidelijk wie hij is of waar hij vandaan komt.

### Aanslag
Sesostris keerde met grote menigten onderworpenen naar Egypte terug en werd door zijn broer, die hij in zijn afwezigheid tot onderkoning van Egypte had gemaakt, in Daphnae bij Pelusium ontvangen en samen met zijn vrouw en zes zonen voor een banket uitgenodigd. De broer stapelde hout op rond het gebouw waar ze waren en zette het in brand. Sesostris kreeg van zijn vrouw het advies twee van zijn zonen op te offeren en als loopbrug te gebruiken, zodat de anderen zich konden redden.

### Bouwwerkzaamheden en infrastructuur
Sesostris keerde terug in zijn eigen land, nam wraak op zijn broer en gebruikte de menigte onderworpenen om steenblokken aan te slepen  naar de tempel van Hephaestus (Grote tempel van Ptah in Memphis) en talrijke kanalen door geheel Egypte uit te graven. Het aanzicht van Egypte werd er volkomen door veranderd en werd ongeschikt om met paard of wagen te doorkruisen. Het plan van Sesostris was: de inwoners van de steden in het midden van het land, ver van de Nijl, van vers water te voorzien in plaats van brak water dat ze voorheen uit putten dronken.
Verder wees Sesostris aan de inwoners gelijke, vierkante stukken land toe, waarvan hij zelf jaarlijks rente kreeg. Als er land door de rivier werd weggeslagen werden er nieuwe berekeningen gemaakt en de rente aangepast, zo kwam volgens Herodotus de geometrie  in Egypte op.

### Standbeelden
Sesostris was niet alleen van Egypte, maar ook van Ethiopië koning, de enige die volgens Herodotus ooit over dat land heeft geheerst. Sesostris liet standbeelden na, voor de tempel van Hephaestus, twee van hemzelf en zijn vrouw, 30 cubit hoog, en vier van zijn zonen, 20 cubit hoog.  Darius de Grote werd door de priester verboden er een eigen standbeeld op te richten, omdat hij Sesostris niet evenaarde. Darius had immers niet zoals Sesostris Scythië veroverd. Darius nam het volgens de overlevering de priester niet kwalijk.

## Bij andere klassieke schrijvers
Manetho noemt in zijn Aegyptiaca een Sesostris, die overeenkomt met Senusret III, van de 12e dynastie.
Volgens Diodorus Siculus, die hem Sesoosis noemt, en Strabo, veroverde hij de hele wereld, zelfs Scythia en Ethiopia, verdeelde Egypte in administratieve districten of nomes, was een groot wetgever, en introduceerde in Egypte een kastesysteem en de verering van Serapis.
Plinius de Oudere vermeldt Sesostris, die volgens hem werd verslagen door Saulaces, een koning van Colchis, die rijk aan goud was.